# Bahnstrecke Duisburg-Wedau–Bottrop Süd
| Streckennummer (DB): | 2321 (Duisburg-Wedau–Oberhausen West) 2323 (Duisburg-Hochfeld Süd–Sigle) 2320 (Sigle–Oberhausen West) 2280 (Oberhausen West–Essen-Frintrop) 2244 (Essen-Frintrop–Prosper-Levin) 2243 (Prosper-Levin–Bottrop Süd) 2242 (Gerschede–Bottrop Hbf Gbf) |                                            |                                            |
| Kursbuchstrecke (DB): | % (nur Güterverkehr) |                                            |                                            |
| Streckenlänge: | 23 km |                                            |                                            |
| Spurweite: | 1435 mm (Normalspur) |                                            |                                            |
| Stromsystem: | 15 kV 16,7 Hz ~ |                                            |                                            |
| Streckengeschwindigkeit: | 80 km/h |                                            |                                            |
| | |                                            |                                            |
| \| \| \| Güterstrecke nach Wanne-Eickel \| \| \| \| 8,3 \| Bottrop Süd \| Bottrop Süd \| \| \| \| Strecke nach Hamm \| \| \| \| (1,5)00,0 \| Bottrop Hbf Gbf \| Bottrop Hbf Gbf \| \| \| \| Strecke nach Bottrop Hbf \| \| \| \| \| Strecke nach Oberhausen-Osterfeld \| \| \| \| \| Emscher \| \| \| \| (0,0) 07,5 \| Gerschede (Abzw) \| Gerschede (Abzw) \| \| \| \| Strecke OB-Osterfeld–Essen-Horl \| \| \| \| 7,4 \| Bottrop Klöckner Rohstoffhandlung (Awanst) \| Bottrop Klöckner Rohstoffhandlung (Awanst) \| \| \| \| Rhein-Herne-Kanal \| \| \| \| \| ehem. Strecke nach Essen-Horl \| \| \| \| 0,0 06,4 \| Essen Prosper-Levin (Abzw) \| Essen Prosper-Levin (Abzw) \| \| \| \| Strecke Bottrop–Essen-Dellwig Ost \| \| \| \| \| Strecke von Gelsenkirchen \| \| \| \| (5,5) \| Essen-Dellwig (Abzw) \| Essen-Dellwig (Abzw) \| \| \| \| Strecke nach Oberhausen \| \| \| \| \| ehem. Strecke nach Essen-Dellwig Ost \| \| \| \| 1,7 06,7 \| Essen-Frintrop Fbn (Abzw) \| Essen-Frintrop Fbn (Abzw) \| \| \| 4,5 \| Essen-Frintrop \| Essen-Frintrop \| \| \| 4,3 \| Osterfeld (Abzw, alt) \| Osterfeld (Abzw, alt) \| \| \| \| ehem. Strecke nach Bottrop Nord \| \| \| \| \| Güterstrecke von Bottrop Nord \| \| \| \| 3,5 \| Oberhausen-Osterfeld Abzw \| Oberhausen-Osterfeld Abzw \| \| \| \| Strecke von Oberhausen-Osterfeld \| \| \| \| (16,0) 000 \| Oberhausen-Osterfeld West (Bft) \| Oberhausen-Osterfeld West (Bft) \| \| \| \| Strecke nach Oberhausen-Sterkrade \| \| \| \| \| Strecke nach Oberhausen Hbf \| \| \| \| \| Emscher und Rhein-Herne-Kanal \| \| \| \| 14,2 02,2 \| Oberhausen Walzwerk (Abzw) \| Oberhausen Walzwerk (Abzw) \| \| \| \| Verbindung zur Strecke nach Essen-Dellwig \| \| \| \| \| Bahnstrecke Oberhausen–Emmerich \| \| \| \| \| Verbindung nach Oberhausen Hbf Obn \| \| \| \| 13,0 01,4 \| Oberhausen West Oro (Bft) \| Oberhausen West Oro (Bft) \| \| \| 11,9 00,0 \| Oberhausen West Orm (Bft) \| Oberhausen West Orm (Bft) \| \| \| 11,9 00,0 \| Oberhausen West (ehem. OB RhE) \| Oberhausen West (ehem. OB RhE) \| \| \| 11,8 00,0 \| Oberhausen Mathilde (Abzw) \| Oberhausen Mathilde (Abzw) \| \| \| 11,0 00,0 \| Oberhausen West Orw (Bft) \| Oberhausen West Orw (Bft) \| \| \| 10,1 00,0 \| Oberhausen West Stw 1 (Bft) \| Oberhausen West Stw 1 (Bft) \| \| \| \| Güterstrecke nach Moers \| \| \| \| \| Strecke Duisburg-Ruhrort–Oberhausen \| \| \| \| \| ehem. Strecke DU-Ruhrort–Mülheim-Styrum \| \| \| \| \| nach Duisburg-Ruhrort Hafen \| \| \| \| 8,6 00,0 \| Duisburg Ruhrtal (Abzw, alt) \| Duisburg Ruhrtal (Abzw, alt) \| \| \| \| ehem. Strecke nach Kaiserberg (Abzw) \| \| \| \| 8,5 00,0 \| Duisburg Ruhrtal (Abzw) \| Duisburg Ruhrtal (Abzw) \| \| \| \| „Südkurve“ von Duisburg-Ruhrort Hafen \| \| \| \| 7,8 00,0 \| Flutbrücke (Bk) \| Flutbrücke (Bk) \| \| \| \| Ruhr \| \| \| \| (07,4 (06,3 \| (Kilometersprung) \| (Kilometersprung) \| \| \| 6,1 00,0 \| Duisburg Sigle (Abzw) \| Duisburg Sigle (Abzw) \| \| \| \| nach Duisburg Hafen \| \| \| \| \| Hauptstrecke Duisburg Hbf–Oberhausen Hbf \| \| \| \| \| Hauptstrecke Duisburg Hbf–Mülheim Hbf \| \| \| \| 4,8 00,0 \| Monning (Bk) \| Monning (Bk) \| \| \| 3,8 00,0 \| Duisburg Lotharstraße (Abzw) \| Duisburg Lotharstraße (Abzw) \| \| \| 2,8 00,0 \| Lotharstraße (Bk) \| Lotharstraße (Bk) \| \| \| \| Strecke DU-Hochfeld Süd–Mülheim-Speldorf \| \| \| \| \| Strecke von Duisburg Hbf \| \| \| \| 0,4 00,0 \| Duisburg-Wedau \| Duisburg-Wedau \| \| \| \| (Güter-)Strecke nach Ratingen \| \| \| \| \| \| \| \| Quellen: [1][2] \| \| \| \| | |                                            |                                            |
| Strecke | | Güterstrecke nach Wanne-Eickel             | Güterstrecke nach Wanne-Eickel             |
| Dienststation / Betriebs- oder Güterbahnhof | 8,3 | Bottrop Süd                                | Bottrop Süd                                |
| Strecke von rechts · Strecke | | Strecke nach Hamm                          | Strecke nach Hamm                          |
| Dienststation / Betriebs- oder Güterbahnhof · Strecke | (1,5)00,0 | Bottrop Hbf Gbf                            | Bottrop Hbf Gbf                            |
| Abzweig geradeaus und nach rechts · Strecke | | Strecke nach Bottrop Hbf                   | Strecke nach Bottrop Hbf                   |
| Kreuzung geradeaus oben · Abzweig geradeaus und nach rechts | | Strecke nach Oberhausen-Osterfeld          | Strecke nach Oberhausen-Osterfeld          |
| Brücke über Wasserlauf · Brücke über Wasserlauf | | Emscher                                    | Emscher                                    |
| Strecke nach links · Abzweig geradeaus und von rechts | (0,0) 07,5 | Gerschede (Abzw)                           | Gerschede (Abzw)                           |
| Kreuzung geradeaus unten | | Strecke OB-Osterfeld–Essen-Horl            | Strecke OB-Osterfeld–Essen-Horl            |
| Blockstelle | 7,4 | Bottrop Klöckner Rohstoffhandlung (Awanst) | Bottrop Klöckner Rohstoffhandlung (Awanst) |
| Brücke über Wasserlauf | | Rhein-Herne-Kanal                          | Rhein-Herne-Kanal                          |
| Abzweig geradeaus und ehemals von links | | ehem. Strecke nach Essen-Horl              | ehem. Strecke nach Essen-Horl              |
| Abzweig geradeaus und nach links · Strecke von rechts | 0,0 06,4 | Essen Prosper-Levin (Abzw)                 | Essen Prosper-Levin (Abzw)                 |
| Kreuzung geradeaus unten · Kreuzung geradeaus unten | | Strecke Bottrop–Essen-Dellwig Ost          | Strecke Bottrop–Essen-Dellwig Ost          |
| Strecke · Abzweig geradeaus und von links | | Strecke von Gelsenkirchen                  | Strecke von Gelsenkirchen                  |
| Strecke · Blockstelle | (5,5) | Essen-Dellwig (Abzw)                       | Essen-Dellwig (Abzw)                       |
| Strecke · Strecke nach links | | Strecke nach Oberhausen                    | Strecke nach Oberhausen                    |
| Abzweig geradeaus und ehemals von links | | ehem. Strecke nach Essen-Dellwig Ost       | ehem. Strecke nach Essen-Dellwig Ost       |
| ehemalige Blockstelle | 1,7 06,7 | Essen-Frintrop Fbn (Abzw)                  | Essen-Frintrop Fbn (Abzw)                  |
| ehemaliger Bahnhof | 4,5 | Essen-Frintrop                             | Essen-Frintrop                             |
| ehemalige Blockstelle | 4,3 | Osterfeld (Abzw, alt)                      | Osterfeld (Abzw, alt)                      |
| Abzweig geradeaus und ehemals nach rechts | | ehem. Strecke nach Bottrop Nord            | ehem. Strecke nach Bottrop Nord            |
| Abzweig geradeaus und von rechts | | Güterstrecke von Bottrop Nord              | Güterstrecke von Bottrop Nord              |
| Blockstelle | 3,5 | Oberhausen-Osterfeld Abzw                  | Oberhausen-Osterfeld Abzw                  |
| Strecke von rechts · Verschwenkung von rechts | | Strecke von Oberhausen-Osterfeld           | Strecke von Oberhausen-Osterfeld           |
| Abzweig geradeaus und nach links · Strecke von rechts · Strecke | (16,0) 000 | Oberhausen-Osterfeld West (Bft)            | Oberhausen-Osterfeld West (Bft)            |
| Abzweig geradeaus und nach rechts · Strecke · Strecke | | Strecke nach Oberhausen-Sterkrade          | Strecke nach Oberhausen-Sterkrade          |
| Strecke nach rechts · Strecke · Strecke | | Strecke nach Oberhausen Hbf                | Strecke nach Oberhausen Hbf                |
| Brücke über Wasserlauf · Strecke | | Emscher und Rhein-Herne-Kanal              | Emscher und Rhein-Herne-Kanal              |
| | 14,2 02,2 | Oberhausen Walzwerk (Abzw)                 | Oberhausen Walzwerk (Abzw)                 |
| Strecke · Strecke · Strecke von links | | Verbindung zur Strecke nach Essen-Dellwig  | Verbindung zur Strecke nach Essen-Dellwig  |
| Abzweig quer und von rechts · Kreuzung geradeaus oben · Kreuzung geradeaus oben · Kreuzung geradeaus oben | | Bahnstrecke Oberhausen–Emmerich            | Bahnstrecke Oberhausen–Emmerich            |
| Strecke nach links · Abzweig geradeaus, von links und von rechts · Kreuzung geradeaus oben · Kreuzung rechts | | Verbindung nach Oberhausen Hbf Obn         | Verbindung nach Oberhausen Hbf Obn         |
| Dienststation / Betriebs- oder Güterbahnhof · Abzweig geradeaus und von links · Strecke nach rechts | 13,0 01,4 | Oberhausen West Oro (Bft)                  | Oberhausen West Oro (Bft)                  |
| Dienststation / Betriebs- oder Güterbahnhof · Strecke | 11,9 00,0 | Oberhausen West Orm (Bft)                  | Oberhausen West Orm (Bft)                  |
| ehemaliger Bahnhof · Strecke | 11,9 00,0 | Oberhausen West (ehem. OB RhE)             | Oberhausen West (ehem. OB RhE)             |
| Strecke · Abzweig geradeaus und nach links · Strecke von rechts | 11,8 00,0 | Oberhausen Mathilde (Abzw)                 | Oberhausen Mathilde (Abzw)                 |
| Dienststation / Betriebs- oder Güterbahnhof · Strecke · Strecke | 11,0 00,0 | Oberhausen West Orw (Bft)                  | Oberhausen West Orw (Bft)                  |
| Abzweig quer und von links · Abzweig geradeaus und nach rechts · Strecke · Strecke | 10,1 00,0 | Oberhausen West Stw 1 (Bft)                | Oberhausen West Stw 1 (Bft)                |
| Kreuzung geradeaus oben · Kreuzung geradeaus oben · Abzweig geradeaus und nach rechts · Strecke | | Güterstrecke nach Moers                    | Güterstrecke nach Moers                    |
| Kreuzung geradeaus oben · Kreuzung geradeaus oben · Kreuzung geradeaus oben · Kreuzung geradeaus oben | | Strecke Duisburg-Ruhrort–Oberhausen        | Strecke Duisburg-Ruhrort–Oberhausen        |
| Kreuzung geradeaus oben (Querstrecke außer Betrieb) · Kreuzung geradeaus oben (Querstrecke außer Betrieb) · Kreuzung geradeaus oben (Querstrecke außer Betrieb) · Kreuzung geradeaus oben (Querstrecke außer Betrieb) | | ehem. Strecke DU-Ruhrort–Mülheim-Styrum    | ehem. Strecke DU-Ruhrort–Mülheim-Styrum    |
| Abzweig quer und nach rechts · Kreuzung geradeaus oben · Strecke nach rechts und von links · Strecke nach rechts | | nach Duisburg-Ruhrort Hafen                | nach Duisburg-Ruhrort Hafen                |
| ehemalige Blockstelle · ehemalige Blockstelle | 8,6 00,0 | Duisburg Ruhrtal (Abzw, alt)               | Duisburg Ruhrtal (Abzw, alt)               |
| Strecke · Abzweig geradeaus und ehemals nach links | | ehem. Strecke nach Kaiserberg (Abzw)       | ehem. Strecke nach Kaiserberg (Abzw)       |
| | 8,5 00,0 | Duisburg Ruhrtal (Abzw)                    | Duisburg Ruhrtal (Abzw)                    |
| Abzweig geradeaus und von rechts · Strecke | | „Südkurve“ von Duisburg-Ruhrort Hafen      | „Südkurve“ von Duisburg-Ruhrort Hafen      |
| ehemalige Blockstelle · ehemalige Blockstelle | 7,8 00,0 | Flutbrücke (Bk)                            | Flutbrücke (Bk)                            |
| Brücke über Wasserlauf · Brücke über Wasserlauf | | Ruhr                                       | Ruhr                                       |
| Strecke · Kilometer-Wechsel | (07,4 (06,3 | (Kilometersprung)                          | (Kilometersprung)                          |
| Blockstelle · Strecke | 6,1 00,0 | Duisburg Sigle (Abzw)                      | Duisburg Sigle (Abzw)                      |
| Abzweig geradeaus und nach rechts · Strecke | | nach Duisburg Hafen                        | nach Duisburg Hafen                        |
| Kreuzung geradeaus oben und rechts · Kreuzung geradeaus oben · Strecke nach rechts | | Hauptstrecke Duisburg Hbf–Oberhausen Hbf   | Hauptstrecke Duisburg Hbf–Oberhausen Hbf   |
| Kreuzung geradeaus oben · Kreuzung geradeaus oben · Strecke quer | | Hauptstrecke Duisburg Hbf–Mülheim Hbf      | Hauptstrecke Duisburg Hbf–Mülheim Hbf      |
| ehemalige Blockstelle · ehemalige Blockstelle | 4,8 00,0 | Monning (Bk)                               | Monning (Bk)                               |
| | 3,8 00,0 | Duisburg Lotharstraße (Abzw)               | Duisburg Lotharstraße (Abzw)               |
| ehemalige Blockstelle · ehemalige Blockstelle | 2,8 00,0 | Lotharstraße (Bk)                          | Lotharstraße (Bk)                          |
| Kreuzung geradeaus unten · Abzweig quer, nach rechts und von rechts · Kreuzung geradeaus unten · Abzweig quer und von links | | Strecke DU-Hochfeld Süd–Mülheim-Speldorf   | Strecke DU-Hochfeld Süd–Mülheim-Speldorf   |
| Strecke nach links · Abzweig quer und nach links · Abzweig geradeaus, von links und von rechts · Strecke nach rechts | | Strecke von Duisburg Hbf                   | Strecke von Duisburg Hbf                   |
| Bahnhof | 0,4 00,0 | Duisburg-Wedau                             | Duisburg-Wedau                             |
| Strecke | | (Güter-)Strecke nach Ratingen              | (Güter-)Strecke nach Ratingen              |
| | |                                            |                                            |
| Quellen: | |                                            |                                            |

Die Bahnstrecke Duisburg-Wedau–Bottrop Süd ist eine ausschließlich vom Schienengüterverkehr genutzte Eisenbahnstrecke in Deutschland. Sie führt vom ehemaligen Güterbahnhof Duisburg-Wedau bzw. vom Güterbahnhof Duisburg-Hochfeld Süd über den Güterbahnhof Oberhausen West zum Güterbahnhof Bottrop Süd. Die Bahnstrecke verbindet dabei viele andere und wichtige Eisenbahnstrecken in Duisburg, Oberhausen und Bottrop, insbesondere stellt sie den Anschluss an den Duisburger und den Ruhrorter Hafen her und dient dabei als Güterumgehungsbahn für den Eisenbahnknoten Duisburg Hauptbahnhof.

## Streckenführung
Streng genommen handelt es sich bei der viergleisigen Eisenbahntrasse am östlichen Stadtrand von Duisburg um insgesamt drei unterschiedliche Strecken, die sich ab der Überführung über die Lotharstraße in Duisburg-Neudorf bis zur Überführung über die Obermeidericher Straße in Duisburg-Obermeiderich eine gemeinsame Streckenführung teilen, weitgehend parallel zur Bundesautobahn 3.
Ab der Abzweigstelle Walzwerk (nordöstlich von Oberhausen West und Oberhausen Hbf) werden die Trassen verschiedener, ehemals in anderen Relationen genutzter Strecken verwendet, daher wechselt hier die VzG-Nummer in kurzen Abständen. Alle sechs Bahnstrecken im Sinne des Verzeichnisses zulässiger Geschwindigkeiten sind heute als Hauptstrecke klassifiziert, durchgehend zweigleisig und mit Oberleitung elektrifiziert.

## Geschichte
Nachdem die Preußischen Staatseisenbahnen Ende des 19. Jahrhunderts alle großen privaten Eisenbahngesellschaften übernommen hatten, mussten nun verschiedene Streckennetze sinnvoll zusammengeführt werden. Zwar hatten Köln-Mindener Eisenbahn-Gesellschaft (CME), Bergisch-Märkische Eisenbahn-Gesellschaft (BME) und Rheinische Eisenbahn-Gesellschaft (RhE) ihre jeweiligen Netze durchaus miteinander verbunden, aber dennoch separat und streckenweise sogar parallel geführt. Nach der Verstaatlichung waren damit viele Relationen mehrfach miteinander verbunden, ohne dabei aber optimal genutzt werden zu können.
Die RhE hatte ihre Bahnstrecke Mülheim-Speldorf–Troisdorf parallel zur Bahnstrecke Köln–Duisburg der CME gebaut und noch kurz vor der Verstaatlichung mit ihrem Duisburger Bahnhof (heute Duisburg Hauptbahnhof) verbunden. Von dort führte die Bahnstrecke Duisburg–Quakenbrück der RhE Richtung Oberhausen wiederum in etwa parallel zur Bahnstrecke Duisburg–Dortmund (bzw. im weiteren Verlauf zur Bahnstrecke Wanne-Eickel–Hamburg) der CME.
Da beide Strecken der RhE nie eine größere Bedeutung für den Personenverkehr hatten, wurden sie nunmehr vornehmlich für den Güterverkehr genutzt, der Personenbahnhof Oberhausen West (ehemals Oberhausen RhE) geschlossen und der Personenverkehr auf die Strecken der CME verlagert.
An Stelle des ehemaligen Rheinischen Bahnhofs entstand ein Güterbahnhof mit mehreren Gleisharfen und insgesamt über siebzig Rangier- und Richtungsgleisen. Bereits am 1. Juni 1891 wurde eine neue Verbindung zum Güterbahnhof Osterfeld Süd (heute: Bahnhof Oberhausen-Osterfeld) an der Bahnstrecke Duisburg-Ruhrort–Dortmund (ehemals CME) geschaffen.
Um den durchgehenden Güterzügen den Umweg über den Duisburger Hauptbahnhof zu ersparen, wurde am 1. Oktober 1901 eine völlig neue, zweigleisige Trasse am östlichen Stadtrand von Duisburg in Betrieb genommen, die direkt vom Güterbahnhof Duisburg-Wedau zur Abzweigstelle Düssern (heute Abzweigstelle Sigle) führt.
Zehn Jahre später wurde diese Strecke parallel zur bestehenden Strecke zweigleisig bis Oberhausen West weitergebaut, zeitgleich wurde am 17. September 1911 eine weitere zweigleisige Strecke vom Güterbahnhof Duisburg-Hochfeld Süd zur Abzweigstelle Düssern eröffnet. Damit ist die Strecke zwischen Abzweigstelle Lotharstraße und Abzweigstelle Walzwerk quasi viergleisig.

## Heutige Situation

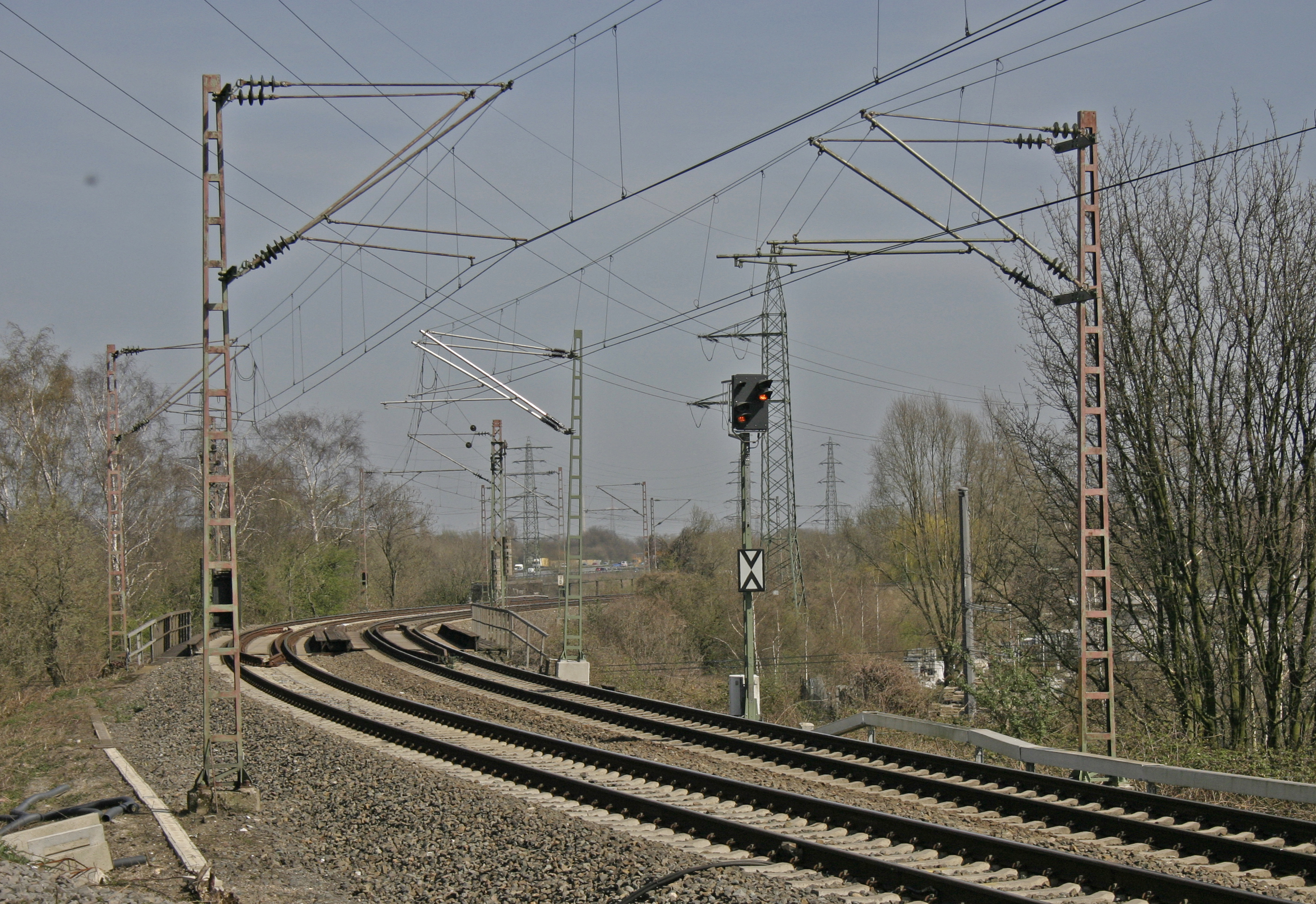
VzG-Strecke 2280 bei Oberhausen-Osterfeld Abzw, 2015

Am 27. Mai 1962 wurde die Elektrifizierung der Strecken abgeschlossen.
1998 bis 2006 wurde der Knoten Oberhausen gänzlich umgestaltet. Die viergleisige Ein- und Ausfahrt aus Oberhausen West Oro zur Abzweigstelle Oberhausen Walzwerk wurde auf zwei Gleise zurückgebaut, die Verbindung zur Hollandstrecke umgelegt. Die Verbindungsstrecke nach Oberhausen Hbf Obo auf ein Gleis reduziert.
Die Kurve Mathilde – Oberhausen West Oro–Oberhausen Hbf – wurde entfernt und eingleisig an die Hollandstrecke durchgebunden. Die Gegenrichtung führt die Verbindung aus Oberhausen West an die Hollandstrecke und tangiert den Güterbahnhof Oberhausen West in der Abzweigstelle Oro. Züge von der Abzweigstelle Ruhrtal, aus Duisburg-Ruhrort Hafen und Duisburg-Beeck in Fahrtrichtung Oberhausen Hbf Obo fahren seither durch Oberhausen West, die Gegenrichtung ist noch direkt an die Abzweigstelle Mathilde angebunden.
Ende der 1990er Jahre wurde von der Abzweigstelle Ruhrtal eine Verbindungsstrecke zum Güterbahnhof Duisburg-Ruhrort Hafen, die „Südkurve“, in Betrieb genommen, die eine direkte Zufahrt in den Hafenbahnhof aus Richtung Süden ermöglicht. Züge mussten bisher noch in Oberhausen West wenden. Dazu wurde eine neue eingleisige Brücke über den Rhein-Herne-Kanal errichtet.
Die Streckenhöchstgeschwindigkeit beträgt 80 km/h, ist aber stellenweise auf 70 km/h, 60 km/h und 40 km/h beschränkt.
Im Dezember 2006 wurde in der Betriebszentrale Duisburg das ESTW Duisburg Wedau in Betrieb genommen. Zwei örtlich zuständige Fahrdienstleiter (özF) steuern von hier den Betrieb auf den Streckenabschnitten Duisburg-Wedau – Tiefenbroich und Duisburg Mannesmann – Mülheim (Ruhr)-Speldorf.

## Trivia
Da die Strecke unmittelbar am Campus Duisburg der Universität Duisburg-Essen vorbeiführt, gab es im Rahmen der Zwangsfusion der Gerhard-Mercator-Universität Duisburg und der Universität-Gesamthochschule Essen kurzfristig Überlegungen, nördlich der Abzweigstelle Lotharstraße einen Bahnsteig zu errichten. Gleiches sollte an der Bahnstrecke Osterath–Dortmund Süd geschehen, die unmittelbar südlich am Essener Campus vorbeiführt. Da allerdings in direkter Fahrtrichtung keine Verbindung der beiden Strecken existiert, wurde der Plan aus Kostengründen wieder verworfen.